# 10 أيام في مدينة الشمس (فلم)
10 أيامٍ في مدينة الشمس هو فيلم أكشن كوميدي ودرامي نيجيري عُرض لأول مرة يوم السابع عشر من حزيران/يونيو عام 2017.
الفيلمُ من إنتاج آي ماكو الذي هو أيضًا شخصية رئيسية في الفيلم، ومن إخراج أدزي يوغا وتأليف كيندي أوجنلولا وإنتاج دارلينجتون أبودا. 

## القصّة
يحكي الفيلم قصّة ملكة جمالٍ طموحةٍ تُصبح في وقتٍ ما نجمة لكنها تضطر في مقابل ذلك إلى دفع ثمنٍ وهو فقدانها للسلام وربما السعادة بعدما أدانت خطيبها الذي كان مديرها أيضًا في قضيّةٍ ما. تُعاني ملكة الجمال الطامحة من عددٍ من المشاكل الأسريّة وخاصّة مع والدها فضلًا عن مشاكل مجتمعيّة أخرى عدى عن مشكلتها الأبرز مع خطيبها لكنها تتغلّب على كلّ هذا شيئًا فشيئًا. يُحاول أن يُوضِّح الفيلمُ أن الحب الحقيقي ينتصرُ على كل شيء بغض النظر عن الحواجز أو التحديات التي تواجهه.

## طاقم التمثيل
| - ريتشارد موفي داميجو في دور أوتونبا ويليامز - أديسوا إتومي في دور بيانكا - آي ماكون في دور أكبوس | - ميرسي جونسون في دور مونيكا - فولارين فالز بدور سايي - غبينرو أجيباد في دور حارس أوتونبا الشخصي | - يوتي نواشوكو في دور مضيف المسابقة - إيفون جيجيدي - ميغيل نونيز جونيور - أماندا دو بونت في دور كيبمبرلي | - ثينجيو موسلي - سيليست نتولي في دور مالكة البار - علي بابا أكبوبومي في دور الرئيس - أميال كلينتون في مشجع ماكون |